# マツダ・Bプラットフォーム
マツダ・Bプラットフォームとは、マツダのコンパクトカー用のプラットフォームの名称である。マツダおよびフォード・モーターの自動車で用いられた。このプラットフォームを用いる車両のVINコードは、先頭がBから始まる。

## BD
BDは、SSサスペンションを最初に搭載したプラットフォームである。
- 1980-1985 マツダ・ファミリア
- 1980-1985 Mazda GLC

## BV
BVは、BD派生のステーションワゴン用プラットフォームである。
- 1981-1986 マツダ・ファミリアワゴン（ステーションワゴン）

## BF
BFは、BDの後継プラットフォームで、SSサスペンションは先代より進化している。
- 1985-1989 マツダ・ファミリア
- 1985-1989 Mazda 323
- 1987-1992 フォード・レーザー（ハッチバック）
- 1987-1990 マーキュリー・トレーサー（Mercury Tracer）

## BG
BGは、BFの後継プラットフォームである。マツダ・Eプラットフォームはこれをもとに開発された。
- 1989- マツダ・ユーノス100（ハッチバック）
- 1989-1993 マツダ・ファミリア（セダン）
- 1989-1993 マツダ・ファミリア（ハッチバック）
- 1989-1993 マツダ・ファミリアアスティナ（セダン）
- 1989-1993 フォード・レーザークーペ（クーペ）
- 1989-1993 フォード・レーザーセダン（セダン）
- 1991-2000 フォード・エスコート
- 1991-2000 マーキュリー・トレーサー
- 1991-1999 フォード・エスコートZX2
- 2000-2003 フォード・ZX2

## BH
BHは、BGの後継プラットフォームである。
- 1994-1997 マツダ・ファミリア（セダン）
- 1994-1997 マツダ・ファミリア（ハッチバック）
- 1994-1997 マツダ・ファミリアネオ（ハッチバック）
- 1994-1997 フォード・レーザー（ハッチバック）
- 1994-1997 フォード・レーザーセダン（セダン）

## BW
BW は、BFプラットフォームを継続生産した、マツダ最後の自社製ステーションワゴン用プラットフォームである。
- 1986-1994 マツダ・ファミリアバン（ステーションワゴン）

## BJ
BJ は、操縦安定性（ハンドリングとスタビリティー）向上のため、ロール軸とロールスピードの見直し、フロアパン剛性向上、新エンジン、新トランスミッション搭載に対応したプラットフォームである。
- 1998-2003 マツダ・ファミリア（セダン）
- 1998-2003 マツダ・ファミリアS-ワゴン（ハッチバック）
- 1998-2001 フォード・レーザーリデアセダン（セダン）
- 1998-2001 フォード・レーザーリデアワゴン（ハッチバック）
- 1999-2003 Mazda 323（セダン）
- 1999-2003 Mazda Protegé（セダン）
- 1999-2003 Mazda Protegé5（ハッチバック）

## BK
BKは、マツダ、フォード、およびボルボとで共同開発されたフォード・C1プラットフォームのマツダでの名称である。なお、このプラットフォームを使用した車種は、車両右側に給油口がついている。
- マツダ・アクセラ / Mazda3（2003 - 2013）
- 2005- マツダ・プレマシー / Mazda5
- マツダ・ビアンテ
- 2011- 日産・ラフェスタハイウェイスター